# Andrés Gil
Andrés Gil (San Isidro, 27 gennaio 1990) è un attore, personaggio televisivo e modello argentino.

## Biografia
Ha cominciato la carriera di attore nel 2007, quando è stato scelto per il ruolo di Bruno Molina nella telenovela argentina Il mondo di Patty con il quale ha guadagnato popolarità e si è fatto conoscere nella televisione internazionale, contribuendo alla realizzazione della colonna sonora Los Skratch della serie stessa.
Nel 2009 ha recitato nel ruolo di Ivo nella telenovela argentina  Incorreggibili e partecipa alla colonna sonora con il brano da solista Quiero Abrir Tu Corazón.
Partecipa all'ottava edizione di Ballando con le stelle in onda su Rai 1 nell'inverno 2012 gareggiando insieme alla ballerina professionista Anastasija Kuz'mina: la coppia si aggiudica la vittoria con il 57% dei voti. Nella primavera 2012 partecipa, sempre in coppia con la Kuzmina, a Ballando con te su Rai 1 dove si classifica al terzo posto nella Coppa dei Campioni.
Nell'autunno 2012 il tandem Gil-Kuzmina (soprannominato I ballerini per i successi ottenuti a Ballando) partecipa alla prima edizione di Pechino Express, reality show di Rai 2, arrivando al secondo posto.
Nel 2013 debutta al cinema perché recita nel film Dimmi di sì di Rosario Errico al fianco di Giancarlo Giannini, Jordi Mollà, Martina Stella e Monica Scattini. Dal 2014 fa parte del cast della fiction di Rai 1 Don Matteo nel ruolo di Tomás Martinez e, nello stesso anno, entra nel cast della fiction di Rai 1 Che Dio ci aiuti 3, nel ruolo di Carlo Romero.
Nel 2015 è parte del cast del film e della miniserie Chiamatemi Francesco, prodotta da Taodue per Mediaset, nei panni di Padre Pepe.
Nel 2016 recita nella serie argentina Five Stars, nel ruolo di Damián. Ha fatto parte della giuria dell'Ariano International Film Festival.

## Vita privata
Dal  2015 ha una relazione con l'attrice Candela Vetrano, conosciuta a Roma grazie a Santiago Talledo. Il 14 novembre 2024 è nato il loro primo figlio.

## Filmografia

### Cinema
- Dimmi di sì, regia di Rosario Errico (2013)[20]
- Chiamatemi Francesco - Il Papa della gente, regia di Daniele Luchetti (2015)
- El amor menos pensado, regia di Juan Vera (2018)
- El amor es más fácil (2020)

### Televisione
- Il mondo di Patty (Patito Feo) – serial TV, 247 episodi (2007-2008)
- Incorreggibili (Consentidos) – serial TV, 150 episodi (2009-2010)
- Don Matteo – serie TV, 52 episodi (2014-2016)
- Che Dio ci aiuti – serie TV, 20 episodi (2014-2017)
- Five Stars (Las Estrellas) – serie TV, 120 episodi (2017-2018)
- Simona – serial TV, 60 episodi (2018)
- Separadas – serie TV (2020)

### Programmi televisivi
- Ballando con le stelle 8 (Rai 1, 2012) - vincitore
- Ballando con te (Rai 1, 2012) - terzo posto
- Pechino Express (Rai 2, 2012) - secondo posto

## Discografia

### Colonne sonore
- 2007 - Il mondo di Patty - La storia più bella... continua
- 2008 - Il mondo di Patty - La vita è una festa
- 2008 - Il mondo di Patty - La vita è una festa (fan edition)
- 2010 -  Incorreggibili!

## Doppiatori italiani
Nelle versioni in italiano delle opere in cui ha recitato, Andrés Gil è stato doppiato da:
- Gabriele Lopez in Il mondo di Patty[21]
- Flavio Aquilone in Incorreggibili[22]